# Garypus titanius
Espèce
Statut de conservation UICN

 CR B1ab(i,ii,iii)+2ab(i,ii,iii) : 
En danger critique
Garypus titanius est une espèce de pseudoscorpions de la famille des Garypidae.

## Distribution
Cette espèce est endémique de l'île de l'Ascension.

## Description
Garypus titanius mesure de 12 à 15 mm. C'est l'un des pseudoscorpions les plus grands. Il fait partie de la famille des Garypidae 

## Publication originale
- Beier, 1961 : Pseudoscorpione von der Insel Ascension. Annals and Magazine of Natural History, sér. 13, vol. 3, no 34, p. 593-598.